# 岐阜県立海津北高等学校
岐阜県立海津北高等学校（ぎふけんりつかいづきたこうとうがっこう）とは、かつて岐阜県海津市（旧・海津郡平田町）にあった公立の高等学校。

## 概要
- 海津高等学校今尾校舎に設置されていた海津高等学校家政科が独立して新設された高校である。
- 2005年に海津高等学校と海津北高校を統合し、岐阜県立海津明誠高等学校の新設により廃校。廃校後は海津明誠高等学校海津北校舎となったが、2007年に海津明誠高校の新校舎が旧・海津高等学校（海津明誠高等学校海津校舎）に完成したことにより廃止された。
- 校舎は改修され、岐阜県立海津特別支援学校として使用されている。

## 沿革
海津北高等学校は海津高等学校家政科が独立して設置された高校である。校地は海津高等学校の前身の旧制中学校の岐阜県海津中学校の跡であり、1950年から1975年は海津高等学校今尾分校と使用されていた。
- 1972年（昭和47年）4月 - 海津高等学校家政科（2学級）を設置。教室不足のため海津高等学校今尾分校内に海津高等学校今尾校舎（家政科）を設置。
- 1975年（昭和50年）3月 - 海津高等学校今尾分校を廃止。今尾分校の校舎は海津高等学校今尾校舎（家政科）となる。
- 1983年（昭和58年）4月 - 海津高等学校今尾校舎（家政科）が岐阜県立海津北高等学校として独立する。
- 2005年（平成17年）
  - 3月28日 - 海津町、平田町、南濃町と合併し、海津市が発足。
  - 4月1日 - 海津高等学校と海津北高等学校と統合し、岐阜県立海津明誠高等学校の新設により廃校。海津高等学校は海津明誠高等学校海津校舎（普通科）、海津北高等学校は海津明誠高等学校海津北校舎（情報処理科・生活福祉科）となる。
- 2007年（平成19年） -  海津校舎に新校舎が完成。海津明誠高校は海津校舎に移り、海津北校舎を廃止。